# 나카 도시오
나카 도시오(일본어: 中 利夫, 1936년 4월 28일~2023년 10월 10일)는 일본의 전 프로 야구 선수이자 야구 지도자, 야구 해설가·평론가이다. 군마현 마에바시시 출신이며 현역 시절 포지션은 외야수였다.
현역 시절 주니치 드래건스에서 활약을 했고, 선수와 지도자로 있으면서 등록명을 자주 변경했는데 입단 때는 ‘도시오’(利夫), 그 후 1964년에는 ‘미쓰오’(三夫), 1965년에는 ‘아키오’(暁生), 감독 시절에는 본명(利夫)을 사용했고, 코치 시절에는 ‘登志雄’(도시오) 혹은 ‘利夫’(도시오), 해설자로서는 본명(利夫)을 사용했다.

## 인물

### 프로 입단 전
마에바시 고등학교 시절에는 1952년 가을부터 팀의 에이스이자 중심 타자로서 활약, 주장도 맡았다. 1953년 하계 고시엔 군마현 예선 준결승에 진출했지만 기류 공업고등학교에게 패하여 탈락했다. 같은 해 추계 간토 대회 군마현 예선에서도 준결승전 상대인 기류 고등학교에게 패했다. 3학년 때인 1954년에는 춘계 간토 대회 군마현 예선 결승에서 기류 공업고등학교를 누르고 우승, 간토 대회에 진출했지만 준준결승(첫 경기)에서 미토 농업고등학교(이바라키현)에게 석패했다. 같은 해 하계 고시엔 군마현 예선에서는 어깨 통증으로 인해 첫 경기에서 탈락했다.

### 선수 시절
1955년 주니치 드래건스에 입단했다. 프로 2년째인 1956년에는 전년도에 중견수를 맡았던 혼다 이쓰로가 1루수로 되돌렸고 혼다의 후계자로서 개막 이후부터 1번 타자 겸 중견수로 기용돼 처음으로 규정 타석(9위, 타율 0.262)에 도달했다. 이후 다소 침체됐다가 1960년에는 타율 0.312(3위)를 기록함과 동시에 시즌 최다인 50개의 도루를 기록하여 도루왕을 차지했다. 수비면에서는 1963년과 1965년에 시즌 척살 350개라는 리그 신기록을 세웠다. 밀어치기 기술을 습득하고 나서는 높은 타율을 기록할 수 있게 됐고 1964년에는 타법을 어퍼 스윙에서 다운 스윙으로 바꾸면서 부진에서 벗어날 수 있었다. 1965년부터 다카기 모리미치와 각각 1·2번 타자를 맡았고 1967년에는 오 사다하루, 곤도 가즈히코와의 치열한 타율 경쟁을 벌이면서 세이프티 번트를 연속으로 성공시킨 것이 주효하여 시즌 타율 0.343의 성적으로 수위 타자 타이틀을 획득했다. 1968년 눈병에 의해서 장기 결장할 수밖에 없었는데 무사히 복귀했고 1971년부터는 코치 겸임을 맡으면서 이듬해인 1972년 현역에서 은퇴했다.

### 그 후
이후 주니치에서 2군 타격 코치(1972년~1976년), 1군 타격 코치(1977년, 1984년, 1986년), 감독(1978년~1980년), 1군 작전 주루 코치(1985년) 등을 역임했다. 1978년에 감독으로 취임할 당시에는 팀 대망의 토박이 감독으로 있는 동시에 오른팔 역할을 맡을 이나오 가즈히사를 투수 코치로 초빙하여 화제가 됐으나 부임 3년 째인 1980년에 최하위로 떨어졌다. 감독 퇴임 후에 CBC 해설자·주니치 스포츠 평론가(1981년~1983년)를 맡았다.
그 후 히로시마 도요 카프 2군 타격 코치(1987년~1988년), 2군 감독(1989년~1990년) 등을 지냈으며 히로시마 퇴단 후에는 TV 아이치(1991년~1996년), 미에 TV 해설자 등을 거쳐 현재는 주니치 신문 평론가, 도카이 라디오 해설자(2012년~)로 있다. 프로 야구 마스터스 리그의 ‘나고야 80D'sers’에서는 감독·선수로 참가(현재는 코치)했고, 2003년부터 2006년까지 주니치 OB회 회장도 역임했다.
2010년 일본 시리즈 1차전(나고야 돔)에서 시구자로 나왔다.

## 상세 정보

### 출신 학교
- 군마 현립 마에바시 고등학교

### 선수 경력
- 주니치 드래건스(1955년~1972년)

### 지도자 경력
- 주니치 드래건스 2군 타격 코치(1972년~1976년)
- 주니치 드래건스 1군 타격 코치(1977년, 1984년, 1986년)
- 주니치 드래건스 감독(1978년~1980년)
- 주니치 드래건스 1군 작전 주루 코치(1985년)
- 히로시마 도요 카프 2군 타격 코치(1987년~1988년)
- 히로시마 도요 카프 2군 감독(1989년~1990년)

### 수상·타이틀 경력

#### 타이틀
- 수위 타자: 1회(1967년)
- 도루왕: 1회(1960년)

#### 수상
- 베스트 나인: 5회(1960년, 1965년~1967년, 1970년)
- 올스타전 MVP: 1회(1959년 2차전)

### 개인 기록
- 통산 1000경기 출장: 1964년 8월 3일 ※역대 87번째
- 올스타전 출장: 6회(1959년, 1960년, 1966년, 1967년, 1969년, 1970년)

### 등번호
- 56(1955년)
- 35(1956년)
- 3(1957년~1972년)
- 62(1973년~1977년)
- 30(1978년~1980년)
- 72(1984년~1986년)
- 76(1987년~1990년)

### 등록명
- 中 利夫(なか としお 나카 도시오[*], 1955년~1963년, 1973년~1980년)
- 中 三夫(なか みつお 나카 미쓰오[*], 1964년)
- 中 暁生(なか あきお 나카 아키오[*], 1965년~1972년)
- 中 登志雄(なか としお 나카 도시오[*], 1984년~1990년)

### 연도별 타격 성적
| 연 도      | 소 속      | 경 기 | 타 석 | 타 수 | 득 점 | 안 타 | 2 루 타 | 3 루 타 | 홈 런 | 루 타 | 타 점 | 도 루 | 도 루 자 | 희 생 번 | 희 생 플 | 볼 넷 | 고 4 | 사 구 | 삼 진 | 병 살 타 | 타 율 | 출 루 율 | 장 타 율 | O P S |
| ---------- | ---------- | ----- | ----- | ----- | ----- | ----- | ------- | ------- | ----- | ----- | ----- | ----- | -------- | -------- | -------- | ----- | ---- | ----- | ----- | -------- | ----- | -------- | -------- | ----- |
| 1955년     | 주니치     | 17    | 19    | 17    | 3     | 3     | 0       | 0       | 0     | 3     | 0     | 2     | 0        | 0        | 0        | 2     | 0    | 0     | 3     | 2        | .176  | .263     | .176     | .440  |
| 1956년     | 주니치     | 119   | 413   | 385   | 39    | 101   | 17      | 6       | 3     | 139   | 26    | 14    | 11       | 11       | 1        | 13    | 0    | 1     | 33    | 2        | .262  | .288     | .361     | .649  |
| 1957년     | 주니치     | 87    | 252   | 233   | 24    | 55    | 7       | 0       | 2     | 68    | 17    | 15    | 6        | 5        | 3        | 11    | 0    | 0     | 14    | 0        | .236  | .267     | .292     | .559  |
| 1958년     | 주니치     | 97    | 391   | 339   | 47    | 84    | 15      | 2       | 5     | 118   | 24    | 26    | 7        | 28       | 5        | 16    | 0    | 2     | 19    | 2        | .248  | .282     | .348     | .630  |
| 1959년     | 주니치     | 75    | 310   | 267   | 54    | 71    | 12      | 1       | 15    | 130   | 38    | 10    | 9        | 9        | 1        | 29    | 1    | 2     | 23    | 1        | .266  | .341     | .487     | .828  |
| 1960년     | 주니치     | 130   | 531   | 465   | 80    | 145   | 21      | 9       | 7     | 205   | 31    | 50    | 15       | 11       | 2        | 48    | 3    | 2     | 38    | 3        | .312  | .377     | .441     | .818  |
| 1961년     | 주니치     | 128   | 544   | 480   | 88    | 130   | 14      | 11      | 13    | 205   | 39    | 30    | 17       | 11       | 3        | 46    | 4    | 3     | 36    | 2        | .271  | .336     | .427     | .763  |
| 1962년     | 주니치     | 127   | 522   | 477   | 51    | 131   | 15      | 10      | 6     | 184   | 33    | 11    | 21       | 6        | 2        | 36    | 2    | 0     | 38    | 4        | .275  | .324     | .386     | .710  |
| 1963년     | 주니치     | 136   | 584   | 516   | 79    | 127   | 10      | 4       | 13    | 184   | 45    | 27    | 9        | 15       | 3        | 48    | 1    | 0     | 28    | 3        | .246  | .309     | .357     | .665  |
| 1964년     | 주니치     | 133   | 557   | 500   | 70    | 131   | 23      | 10      | 14    | 216   | 44    | 27    | 8        | 14       | 5        | 35    | 1    | 2     | 28    | 4        | .262  | .310     | .432     | .742  |
| 1965년     | 주니치     | 133   | 531   | 477   | 72    | 135   | 11      | 8       | 6     | 180   | 33    | 26    | 12       | 6        | 2        | 45    | 2    | 1     | 25    | 1        | .283  | .345     | .377     | .722  |
| 1966년     | 주니치     | 122   | 525   | 475   | 79    | 153   | 23      | 3       | 18    | 236   | 47    | 22    | 7        | 4        | 4        | 39    | 6    | 1     | 27    | 2        | .322  | .372     | .497     | .869  |
| 1967년     | 주니치     | 101   | 423   | 376   | 65    | 129   | 20      | 5       | 10    | 189   | 36    | 25    | 13       | 1        | 4        | 39    | 5    | 0     | 27    | 1        | .343  | .401     | .503     | .904  |
| 1968년     | 주니치     | 61    | 246   | 232   | 42    | 76    | 10      | 3       | 5     | 107   | 17    | 14    | 6        | 1        | 0        | 13    | 1    | 0     | 18    | 2        | .328  | .363     | .461     | .824  |
| 1969년     | 주니치     | 119   | 493   | 458   | 58    | 133   | 24      | 7       | 10    | 201   | 50    | 19    | 9        | 8        | 1        | 26    | 1    | 0     | 39    | 2        | .290  | .328     | .439     | .767  |
| 1970년     | 주니치     | 116   | 427   | 390   | 49    | 106   | 13      | 1       | 7     | 142   | 29    | 10    | 6        | 6        | 0        | 27    | 4    | 3     | 36    | 5        | .272  | .324     | .364     | .688  |
| 1971년     | 주니치     | 108   | 349   | 308   | 31    | 67    | 10      | 0       | 4     | 89    | 20    | 12    | 6        | 9        | 1        | 31    | 4    | 0     | 26    | 3        | .218  | .288     | .289     | .577  |
| 1972년     | 주니치     | 68    | 219   | 186   | 20    | 43    | 4       | 1       | 1     | 52    | 12    | 7     | 5        | 8        | 2        | 21    | 1    | 0     | 15    | 5        | .231  | .306     | .280     | .586  |
| 통산: 18년 | 통산: 18년 | 1877  | 7315  | 6581  | 951   | 1820  | 249     | 81      | 139   | 2648  | 541   | 347   | 167      | 153      | 29       | 525   | 36   | 17    | 473   | 44       | .277  | .330     | .402     | .733  |

- 굵은 글씨는 시즌 최고 성적.

### 감독으로서의 팀 성적
| 연도      | 소속      | 순위      | 경기 | 승리 | 패전 | 무승부 | 승률 | 승차                       | 팀 홈런                    | 팀 타율                    | 팀 평균자책점              | 연령                       |
| --------- | --------- | --------- | ---- | ---- | ---- | ------ | ---- | -------------------------- | -------------------------- | -------------------------- | -------------------------- | -------------------------- |
| 1978년    | 주니치    | 5위       | 130  | 53   | 71   | 6      | .427 | 20.0                       | 141                        | .252                       | 4.45                       | 42세                       |
| 1979년    | 주니치    | 3위       | 130  | 59   | 57   | 14     | .509 | 7.5                        | 155                        | .268                       | 3.97                       | 43세                       |
| 1980년    | 주니치    | 6위       | 130  | 45   | 76   | 9      | .372 | 30.0                       | 134                        | .261                       | 4.43                       | 44세                       |
| 통산: 3년 | 통산: 3년 | 통산: 3년 | 390  | 157  | 204  | 29     | .435 | A클래스: 1회, B클래스: 2회 | A클래스: 1회, B클래스: 2회 | A클래스: 1회, B클래스: 2회 | A클래스: 1회, B클래스: 2회 | A클래스: 1회, B클래스: 2회 |

※1978년부터 1996년까지는 130경기제